# Андиев, Геннадий Петрович
Генна́дий Петро́вич Анди́ев (осет. Андиаты Петры фырт Геннадий; 5 января 1942, Орджоникидзе — 7 мая 1978) — советский борец вольного стиля и тренер. Заслуженный тренер СССР (1976).

## Биография
Родился 16 января 1942 года во Владикавказе (Северная Осетия). Старший сын знаменитого осетинского великана Петра Андиева. Обладал хорошими физическими данными, имел хороший рост. В 1963 году стал бронзовым призёром чемпионата СССР. В чемпионатах СССР также занимал 2-е место (1968 г.) и 3-е место (1964 г.). Двукратный чемпион РСФСР (1967, 1971). Многократный победитель первенств Центрального совета спортивного общества «Динамо». Входил в состав сборных команд РСФСР и СССР по вольной борьбе.
Тренировал своего младшего брата Сослана Андиева — заслуженного мастера спорта СССР, двукратного олимпийского чемпиона.